# Achille Ridolfi
Achille Ridolfi, né le 15 juin 1979 à Liège de parents d'origine italienne, est un acteur de théâtre et de cinéma belge.

## Biographie
Jeune, il se passionne pour l'univers du spectacle et prend durant son adolescence des cours de piano, de chant et d'expression théâtrale.
En 2002, après une formation d'instituteur primaire, il décide de suivre une formation de comédien à l'INSAS à Bruxelles. Une formation lui permettant de rencontrer plusieurs metteurs en scène et réalisateurs belges.
En 2006, il commence à travailler comme comédien et parallèlement aux spectacles auxquels il participe, il écrit et compose des chansons de plus en plus fréquemment.
En 2008, il décide de présenter son projet chansons lors d’un concours organisé en Belgique, la Biennale de la chanson française. Il est proclamé deuxième lauréat et obtient le prix du public.
On a pu le voir dans de nombreuses pièces, notamment sous la direction de Michel Dezoteux, Lorent Wanson, Julie Annen, Virginie Strub, Aurore Fattier, Selma Alaoui.
Sa première apparition au cinéma date de 2007, dans La Face cachée, un film de et avec Bernard Campan.
Il fait aussi des apparitions, notamment dans la série belge À tort ou à raison, Bxl/Usa de Gaëtan Bevernaege, Le palais des tentures d'Ollie Hartmoed de Norbert ter Hall.
En 2009, il va faire une rencontre déterminante avec Vincent Lannoo en rejoignant le tournage de Vampires.
Il y fait une très brève apparition mais cette première prise de contact avec le réalisateur marque le début d'une longue collaboration.  
En 2014, il remporte le Magritte du meilleur espoir masculin pour son rôle du père Achille dans Au nom du fils de Vincent Lannoo.

## Théâtre
- 2006 : L'Avare de Molière, mise en scène de Michel Dezoteux, Théâtre Varia.
- 2006 : La Marea, mise en scène de Mariano Pensotti, KunstenFESTIVALdesArts.
- 2006 : La sorcière du placard aux balais de Pierre Gripari, mise en scène de Julie Annen, Pan la compagnie.
- 2007 : La Puce à l'oreille de Georges Feydeau, mise en scène d'Aurore Fattier, Théâtre de la Balsamine.
- 2007 : La Tempête de Shakespeare, mise en scène de Julie Annen, Théâtre Océan Nord.
- 2007 : Strange fruit, création, mise en scène de Michel Dezoteux, Théâtre Varia.
- 2008 : Phèdre de Jean Racine, mise en scène de Aurore Fattier, Théâtre Varia.
- 2008 : Messieurs les enfants de Daniel Pennac, mise en scène de Julie Annen, Pan la compagnie.
- 2008: Le Revizor de Nicolas Gogol, mise en scène de Michel Dezoteux, Théâtre de la Place (Liège).
- 2009 : Yaacobi et Leidental de Hanoch Levin, mise en scène de Lorent Wanson, Rideau de Bruxelles.
- 2010 : Les Trois Sœurs d'Anton Tchekhov, mise en scène de Michel Dezoteux, Théâtre Varia.
- 2011 : Les poissons rouges, mise en scène de Virginie Strub, Théâtre Océan Nord.
- 2012 : Les pères, création, mise en scène de Julie Annen, Théâtre de Poche.
- 2013 : L'amour, la guerre, création, mise en scène de Selma Alaoui, Théâtre les Tanneurs.
- 2015 : Reflets d'un banquet, d'après le banquet de Platon, mise en scène de Pauline D'ollone, Théâtre de la vie.
- 2016 : Presque vrai, création, de et avec Achille Ridolfi, Théâtre national de Bruxelles.
- 2016 : Apocalypse bébé, de Virginie Despentes, mise en scène de Selma Alaoui. Théâtre de Liège.
- 2018 : Anti héros, de et avec Achille Ridolfi, mise en scène de Nathalie Uffner. Théâtre de la toison d'or.
- 2019 : Propaganda, création, mise en scène de Vincent Hennebicq. Théâtre les Tanneurs.
- 2020 : Mais vous troublez mal je suis un.e novice pardon, mise en scène de Jessica Gazon et Thibaut Neve. Théâtre national de Bruxelles.
- 2020 : Science-fictions, création, mise en scène de Selma Alaoui. Théâtre Varia.
- 2022 : L'ascenseur de Marc Moulin, mise en scène d'Achille Ridolfi. Théâtre de la toison d'or.
- 2023 : Ma bimbosophie de Daphné Huynh, mise en scène d'Achille Ridolfi. Théâtre de la toison d'or.

## Filmographie

### Cinéma
- 2006 : La Face cachée de Bernard Campan
- 2007 : Monsieur Méchant de Fabrice Blin (court métrage)
- 2010 : Vampires de Vincent Lannoo
- 2012 : The Expatriate de Philipp Stölzl
- 2013 : Au nom du fils de Vincent Lannoo
- 2013 : Bxl/Usa de Gaëtan Bevernaege
- 2014 : Je suis à toi de David Lambert
- 2014 : Le Tout Nouveau Testament de Jaco Van Dormael
- 2014 : Chronique de la jungle de Florent Sauze (court métrage)
- 2014 : Tout va bien de Laurent Scheid (court métrage)
- 2015 : Les Oiseaux de passage de Olivier Ringer
- 2015 : Pickles de Manuela Damiens (court métrage)
- 2016 : Drôle de père d'Amélie van Elmbt
- 2017 : Seule à mon mariage de Marta Bergman
- 2018 : Hey Joe de Matthieu Reynaert (court métrage)
- 2020 : Le Roi de Stefano Ridolfi (court métrage)
- 2020 : L'Employée du mois de Véronique Jadin
- 2021 : Les Gentils de Olivier Ringer
- 2021 : Nous ne sommes pas seul.e.s au monde de Bruno Tracq

### Télévision
- 2008 : À tort ou à raison de Pierre Joassin
- 2011 : Le Palais des tentures d'Ollie Hartmoed de Norbert Ter Hall
- 2015 : Trepalium de Vincent Lannoo
- 2017 : La Trêve (saison 2) de Matthieu Donck
- 2019 : À l'intérieur de Vincent Lannoo
- 2020 : L'Agent immobilier d'Etgar Keret et Shira Geffen
- 2022 : Entre ses mains de Vincent Lannoo
- 2022 : Baraki (saison 2) de A.Da Fonseca, F.De Loof, P.Ninane et G.Van Maele

## Distinctions
- Magritte du cinéma 2014 : Magritte du meilleur espoir masculin pour Au nom du fils de Vincent Lannoo